# Ana Botella
Ana María Botella Serrano (* 24. Juli 1953 in Madrid) ist eine spanische Politikerin der Volkspartei Partido Popular (PP) und war von 2011 bis 2015  Bürgermeisterin von Madrid.

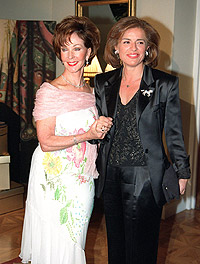
Ana Botella (r.) bei einem Empfang in der US-amerikanischen Botschaft in Madrid (2002)

## Werdegang
Am 27. Dezember 2011 wurde die gelernte Juristin mit der Mehrheit der Stimmen der PP-Fraktion im Stadtrat als erste Frau zur Bürgermeisterin von Madrid gewählt. Sie trat damit die Nachfolge von Alberto Ruiz-Gallardón an, der als spanischer Justizminister ins Kabinett Rajoy I wechselte. Zuvor war sie im Stadtrat seit 2007 für Umwelt- und Verkehrspolitik zuständig gesessen.
Im September 2014 erklärte Botella, sie stünde für eine zweite Amtsperiode als Bürgermeisterin Madrids nicht zur Verfügung.

## Sonstiges
Ana Botella, die als älteste von dreizehn Geschwistern aufwuchs, ist seit 1977 mit dem früheren spanischen Ministerpräsidenten José María Aznar verheiratet. Das Paar hat drei Kinder. Botella repräsentiert, ebenso wie ihr Ehemann, den wertkonservativen Flügel innerhalb ihrer Partei. So kritisierte sie beispielsweise die von den spanischen Sozialisten eingeführte gleichgeschlechtliche Ehe, was ihr in der spanischen Presse die Bezeichnung „Königin der Äpfel und Birnen“ einbrachte, weil ihrer Ansicht nach „ein Apfel und eine Birne nicht dasselbe sein könne wie zwei Äpfel“.